# Chicago Building
El Chicago Building o Chicago Savings Bank Building es un edificio construido entre 1904 y 1905 y situado en el 7 de W. Madison Street, en Chicago, Estados Unidos. Fue diseñado por el estudio de arquitectos Holabird & Roche, y es uno de los primeros y más significativos ejemplos de la escuela de Chicago de arquitectura. Los rasgos del edificio característicos de este estilo son el uso de grandes "ventanas de Chicago", estructura metálica, los característicos miradores, y el revestimiento de terracota. La combinación de las ventanas mirador del lado norte y las rectangulares "ventanas de Chicago" del lado este con bandas movibles representan los dos tipos típicos de ventanas de la escuela de Chicago. El edificio se sitúa en la esquina sudoeste de la intersección de State Street con Madison Street, y su visibilidad se ve aumentada por un ligero desplazamiento en la alineación de State Street. El edificio es uno de los componentes de un grupo de edificios significativos, como Carson Pirie Scott y el antiguo Mandel Brothers Store, en lo que se llamaba antiguamente "la esquina más ajetreada del mundo" (World's Busiest Corner). El edificio fue designado Chicago Landmark el 26 de marzo de 1996. En 1997, se transformó en una residencia universitaria de la School of the Art Institute of Chicago. La esquina de la tercera planta del Chicago Building contiene la "piedra angular" de Chicago. Es el Kilómetro Cero de la ciudad, y el lugar desde donde comienzan todas las direcciones de Chicago.